# Beatrix von England

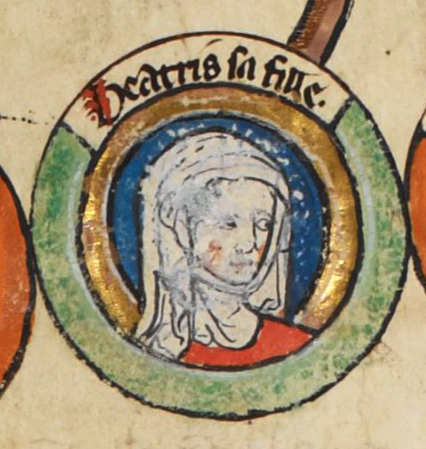
Darstellung von Beatrix aus dem frühen 14. Jahrhundert.

Beatrix von England (eng: Beatrice of England; * 25. Juni 1242 in Bordeaux; † 24. März 1275) war eine Tochter von König Heinrich III. von England und der Eleonore von der Provence aus der Dynastie Plantagenet.
Sie wurde einen Monat vor der Niederlage ihres Vaters in der Schlacht bei Taillebourg gegen König Ludwig IX. von Frankreich in Bordeaux in Südwestfrankreich geboren. Im Jahr 1260 heiratete sie in der Westminster Abbey den zukünftigen Herzog Johann II. von Bretagne († 1305). Mit ihm nahm sie 1268 das Kreuz zum siebten Kreuzzug, ob sie daran teilnahm ist jedoch unklar, da sie in seinem weiteren Verlauf nicht erwähnt wird.
Ihre Kinder waren:
- Arthur II. (* 25. Juli 1262, † 27. August 1312), Herzog von Bretagne
- Johann (* 1266, † 17. Januar 1334), Earl of Richmond
- Marie (1268, † 5. Mai 1339), ⚭ Guido III. von Châtillon, Graf von Saint-Pol
- Peter (* 1269; † 1312), Vizegraf von Leon
- Blanka (* 1270; † 1327), Herrin von Brie-Comte-Robert, ⚭ 1281 Philipp von Artois, Herr von Conches-en-Ouche (Haus Frankreich-Artois)
- Eleonore (Alice) (* 1275; † 1342), Äbtissin von Fontevrault